# 오스페달레역
오스페달레 (Ospedale) 역은 이탈리아 북부 브레시아의 브레시아 지하철에 속한 역이다. 브레시아 도심의 스페달리 치빌리 광장에 위치해 있으며, 브레시아 종합병원 입구쪽과 바로 맞닿아 있기 때문에 역 이용객 중에는 이곳으로 가는 사람이 많다.
오스페달레 역이 문을 연 이후 병원앞 도로를 내고 보행자길을 보다 편하게 바꾸는 등 역 주변 공사로 인해 주차 문제가 다소 불거지기도 했다.

## 시설
이 역에는 다음과 같은 시설이 있다.
- 매표기

## 환승
- 버스 정류장